# 钟泰 (清朝宗室)
钟泰（1833年—1902年12月12日），清朝宗室，满洲正蓝旗人，清朝武官，任寧夏將軍、绥远城将军。

## 簡歷
钟泰是副都统增庆次子，生母卓尔佳氏，道光十三年十一月初一日生。
咸豐元年八月補筆帖式，八年十月授委署主事，九年六月授經歴。同治元年八月授副理事官，同治四年三月兼步軍統領衙門行走，十二年五月授理事官。光緒元年十二月保奏以副都統記名，二年十一月署正黃旗漢軍副都統，三年正月授正白旗蒙古副都統，五年五月署鑲黃旗漢軍副都統，同年九月派稽查壇廟大臣，十一月管理健锐营事务大臣，六年五月管理右翼稅務監督，八月署理正藍旗漢軍副都統，九月署理正黃旗護軍統領，同月調正紅旗滿洲副都統，十月管理正紅旗專操大臣，七年二月署理鑲藍旗護軍統領，是年三月調廣州漢軍副都統，十四年三月授寧夏將軍，廿五年五月因病開缺。
光緒廿八年三月，授綏遠城將軍。同年十一月十三日（1902年12月12日），逝世于任上。年七十。

## 家庭
嫡妻納喇氏，全佑之女；妾刘氏，刘大之女；妾关氏，关文之女。育有三子，分別為荣勋、御史荣凯、主事荣绅。